# Добровеличківка
Добровели́чківка (до 1883 — Ревуцьке) — селище в Україні, центр Добровеличківської селищної громади Новоукраїнського району Кіровоградської області. До 2020 року — центр Добровеличківського району. На околиці селища міського типу розташований пам'ятний знак  геометричному центру України.

## Історія

### Заснування

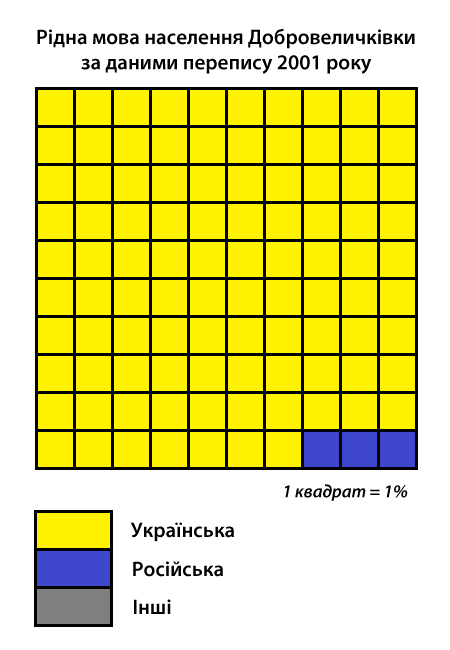
Рідна мова населення Добровеличківки за даними перепису 2001 року

Датою заснування Добровеличківки можна вважати 18 грудня 1776 року коли майор Величківський, отримав землю для заснування хутора, в верхів'ях річки Добра (ДАКО, ф. 448, спр. 1317 , арк. 15) Наступного року він продав хутір та землі своєму земляку з Чернігівщини, поручику Ревуцькому.

### За часів Російської імперії
1848 року Ревуцьке стає містечком. На 1859 рік тут було 158 дворів і 1344 жителі.
1883 року офіційною назвою містечка затвержується Добровеличківка. На кінець XIX століття майже вся земля стала власністю місцевих поміщиків.
Станом на 1886 рік у містечку, центрі Добровеличківської волості Єлизаветградського повіту Херсонської губернії, мешкала 521 особа, налічувалось 97 дворових господарств, діяли дві православні церкви, два єврейських молитовних будинки, школа, лікарня, аптека, винний склад, паровий млин, 26 крамниць, трактир, 6 заїжджих дворів, відбувались базари через два тижні по неділях.
У Ревуцькому діяла Добровеличківська жіноча вчительська семінарія, яку 1916 року закінчила Галина Кузьменко, майбутня дружина атамана Нестора Махна.

### Радянсько-українська війна (1917—1921)
1917 року, з вибухом Визвольних змагань за незалежність України в Ревуцькому утворюється курінь Вільного Козацтва. Організатором ВК у містечку виступив місцевий мешканець, колишній вояк Російської імператорської армії, соціал-демократ за переконаннями, Дмитро Хорунжий.
26 грудня 1917 в приміщенні Ревуцької Учительської Семінарії Дмитро Хорунжий зачитав урочисту присягу перед бійцями ВК:
|  | Від імені Куреня Вільного Козацтва в Ревуцькому зголошую вірність і послух Українській Народній Республіці. Присягаємо, що будемо боронити нашу державу від усіх її ворогів, чи то буде ворог зовнішній чи внутрішній. Для підтримки нашої Держави ми завжди готові віддати наше майно, а коли буде потрібним, то і життя! |

Після Д. Хорунжого виступали представники від інших організацій: волосного комітету, поліції, Союзу вчителів, селян, купців, ремісників тощо.
Після урочистої офіційної частини, тут же на залі відбулася забава з танцями і буфетом. Того ж вечора до лав ВК вступили нові члени. Головним рушієм цього зібрання виступила місцева «Просвіта». Майже всі просвітяни-мужчини зголосилися першими у ВК. За їх прикладом пішли інші з Ревуцького, а далі і з сіл. Дмитро Хорунжий, отаман куреня, був ще від часу заснування у Ревуцькому «Просвіти» (1907 рік) увесь час її активним членом. Так само його осавул — Іван Шевченко був у цій місцевості єдиним передплатником Чикаленкової «Ради».
Ядро куреня чи його кадр разом зі штабом увесь час свого існування стояли в залишеному своїми господарями маєтку Петра Дмитровича Ревуцького. Курінь мав чисельність у 150 козаків: одна піша сотня коло 120 козаків, якою командував учень Військово-Фельдшерської морської школи М.Шевченко і одна кінна сотня — близько 30 вершників, якою командував і яку сам організував юнак Київської Констянтинівської Школи Гарасим Нестеренко. Крім цього ще кожне село мало свою власну охорону, яка була тісно пов'язана зі штабом куреня і мала там свого кінного зв'язкового. У деяких більших селах така місцева охорона досягала до 50 і більше козаків. Козак, що ніс службу мав на лівім рукаві жовто-блакитну пов'язку, а на шапці таку ж коротеньку стрічку. Кожен з гордістю говорив про себе: «Я козак!».
Загальна збірка куреня могла дати до 600 козаків. Була умовлена раптова збірка на старовинний спосіб: через великий дзвін церкви, який було чути по всій волості. На той тривожний дзвін всі козаки зі всіх сіл негайно мали прибути на площу перед церквою в Ревуцькому, а коло церкви близько і стояв штаб куреня.
Тому, що російський протинімецький фронт весь час розпливався і значна частина солдатів, які були налаштовані анархічно, переходила терен Ревуцької волості, штаб куреня тримав своїх зв'язкових у важливіших комунікаційних вузлах по прилеглих волостях, як Піщаний Брід, Лиса Гора, Добрянка, Липняжка, Тишківка. Вони мали негайно доносити Ревуцькому куреню про чужі військові групи, що там з'являлися і мали тенденцію сунути в бік Ревуцького.
Коли траплялося де яке насильство чи грабунок, зараз же туди висилалась відповідна кількість козаків, які й робили на місці порядок. Часом такі екскурсії виїздили й на терени прилеглих волостей. Взагалі Ревуцький курінь ВК гідно тримав прапор Української Народньої Республіки і за весь час свого існування не допустив жодного ворожого війська опанувати тереном Ревуцької волості, а тим більше — Ревуцьким. Всі частини румунського фронту, які пересовувалися через терен волості, були негайно роззброювані і з відповідними посвідками та відношеннями до українських властей пересилались далі на північ. Майже всі операції роззброєння відбувалися без спротиву.
За всю зиму 1917—18 рр., аж до приходу німців, мешканці Ревуцької волості, а також прилеглих волостей, користувались з опіки куреня — всі були в безпеці. Селяни спокійно гнали горілку і гуляли, як ніколи раніше. Шлюбів тієї зими було подвійно, а то й потрійно більше, як бувало іншим часом. Не існувало тоді й контролі руху і кожен міг собі їхати, куди хотів. З останнього найбільше користались місцеві євреї, які і в ті небезпечні і повні анархії часи ухитрялися переводити свої комерційні справи. На поверхні громадського життя з'явилися і українські спекулянти. Особливого розголосу набрала можливість перевезення соняшникової олії до Сміли (90 верстов), де її продавалося по дуже високій ціні.
Рівно на Явдохи (1 березня 1918 ст. ст.) Ревуцький курінь у збільшенім складі, коло 150 піших і 40 кінних козаків, вирушив на станцію Адабаш, куди і прибув десь під вечір. Там вже були Глодоський і Марківський курені теж у збільшенім складі. Було там теж дві сотні німецької піхоти. Цього ж вечора Глодоський отаман Бондаренко пішов сам у розвідку з німецьким підстаршиною. Із засідки вони були обидва вбиті більшовиками. На другий день перед ранком ще прибув батальйон німецької піхоти і зараз же пішли в наступ на Новоукраїнку. Вся кіннота Ревуцького куреня виїхала на охорону німецького лівого крила з боку ст. Плетений Ташлик, а піхота вийшла на праве крило наступу для охорони з боку ст. Помічна. Більшовики не чекали довго, а перед самим носом ревуцької кінноти вискочили по залізниці імпровізованим панцерником на Плетений Ташлик. Скоро всі частини ВК і німецьке військо зійшлося на ст. Новоукраїнка.
Німці тут поховали свого підстаршину, а глодосяне повезли свого отамана до рідних Глодос. У прощальному слові німецький капітан, звертаючись до свого мертвого героя, сказав: «Ти вмер далеко від свого фатерлянду, але вмираючи тут, ти все ж умер за свій фатерлянд». Дехто з українців злобно пояснював це так, ніби й наша Новоукраїнка належить до Німеччини. Оцим і закінчилася спільна з німцями виправа на залізничні стації: Адабаш і Новоукраїнка.
Може з тиждень по відході німців трапився випадок, який дуже схвилював громаду Ревуцького, відбився несмаком в рядах ВК і мав поганий відгомін у майбутньому. Два хлопці з Крамарських хуторів, що були обсаджені київськими переселенцями, одної ночі прийшли до Ревуцького і пограбували єврейську родину. Розвідка Ревуцького куреня ВК схопила їх на місці вчинку і посадила «у холодну». Отаман не захотів брати на себе відповідальність наложити кару самому, а скликав сесію суду, який існував при курені. Суд виніс суворий присуд: розстріл без права апеляції. Вирок виконано негайно під мурами семінарії. Там же їх обох і закопано. Пізніше більшовики проголосили їх героями революції. На їхній могилі поставили червоний хрест і гарно огородили. Ні одне революційне свято пізніше не відбувалося без походу на їхню могилу, де виголошувались палкі промови на честь «героїв, пострадавших за комунізм».
На другий день Великодня 1918 року, коли більшість козаків святкували по своїх оселях у батьків, а ті, що були у Ревуцькому теж гуляли з дівчатами на селі, до Ревуцького несподівано приїхала сотня німців з гарматою і скорострілом. Наставивши гармату і скоростріл на будинок, де був штаб куреня, їхня піхота кинулась до будинку, щоб його оточити. Кілька вартових козаків вискочили через вікна в сад, де і схоронилися. Німці поламали всю зброю, яку знайшли і, зламали меблі і устаткування всередині, вистрілили двічі з гармати в напрямку Скопієвої, а потім від'їхали, не сказавши нікому й слова. Скоро після цього у Ревуцькому стало відомо почули і про Гетьманський переворот. Командирів ВК заарештовували та розстрілювали. Так пізніше арештували Кульчицького і десь по дорозі застрелили. Так був ліквідований південно-західній Кіш Вільного Козацтва у Ревуцькому.
25—27 лютого 1920 року в Добровеличківці під час Зимового походу стояв на відпочинку кінний полк Чорних Запорожців Армії УНР.

### Радянська окупація України
Під час організованого радянською владою Голодомору 1932—1933 років померло щонайменше 350 жителів селища.

## Географічний центр
Тривалий час Добровеличківка вважалась географічним центром України, про що й досі сповіщає пам'ятний знак. Нині, згідно з наказом Державного комітету природних ресурсів України, географічний центр знаходиться у селі Мар'янівка Черкаської області.
У 2005 році нові дослідження і розрахунки перенесли географічний центр України на Черкащину, в Шполянський район між містом Шпола та селом Мар'янівка. А точці в Добровеличківці присвоїли інше почесне звання — геометричний центр України. Втім, пам'ятний символ не демонтували і напис на ньому не виправляли.

## Населення

### Мова
Розподіл населення за рідною мовою за даними перепису 2001 року:
| Мова            | Кількість | Відсоток |
| --------------- | --------- | -------- |
| українська      | 6739      | 96.60%   |
| російська       | 211       | 3.03%    |
| білоруська      | 9         | 0.13%    |
| румунська       | 6         | 0.09%    |
| гагаузька       | 2         | 0.03%    |
| вірменська      | 1         | 0.01%    |
| болгарська      | 1         | 0.01%    |
| інші/не вказали | 7         | 0.10%    |
| Усього          | 6976      | 100%     |

## Особистості
- Костянтин Бриль — генерал-майор Служби безпеки України, генерал-майор Податкової міліції України, державний радник Митної служби України 3 рангу, заслужений юрист України, кандидат юридичних наук.
- Володимир Горбатюк — український бандурист, заслужений діяч мистецтв України.
- Леоніда Гусаренко — українська живописиця та художниця театру; членкиня Спілки радянських художників України.
- Прокіп Іванченко (1907—1975) — доктор біологічних наук, професор, ректор Одеського державного університету імені І. І. Мечникова.
- Ілько Журжа — український військовий та громадський діяч, сотник Армії УНР. Лицар Хреста Симона Петлюри та Воєнного хреста (1 березня 1963 року)
- Іван Погребняк (1908–1982) — доктор біологічних наук, альголог;
- В. Я. Нога, І. І. Корнієнко — заслужені вчителі України;
- М. П. Пилипенко — кандидат медичних наук;
- О. О. Радченко — кандидат економічних наук;
- О. Г. Сосновський — доктор медичних наук, професор.
- Павло Лукашевич (1913) — радянський вчений в галузі механізації садівництва і виноградарства.
- Дмитро Рябий (1992—2014) — старший солдат Збройних сил України, учасник російсько-української війни.
- Євген Юцевич — композитор і музикознавець, автор опери за власним лібретто «Кирило Кожум'яка», двох симфоній, багатьох симфоній, багатьох сюїт, хорів, п'єс;
- Олександр Яремчук (1989—2014) — молодший сержант ЗСУ, учасник російської війни, станом на грудень 2016-го вважається зниклим безвісти.